# Linsjön (Västerfärnebo socken, Västmanland)
Linsjön är en sjö i Sala kommun i Västmanland och ingår i Norrströms huvudavrinningsområde.